# Battaglia del fiume Leita
La battaglia del fiume Leita (Leitha in tedesco) fu uno scontro tra le truppe ungheresi ed austriache avvenuto il 15 giugno 1246.

## Antefatti
Nel 1241 l'Ungheria fu vittima di una grande invasione da parte Mongoli. Il re, Bela IV, incapace di bloccare l'avanzata, venne sconfitto nella piana di Mohi, subendo ingentissime perdite. Lo stato, saccheggiato e privo di difese, fu ritenuto dal duca austriaco Federico II di Babenberg bersaglio facile, e pertanto maturò la decisione di invaderlo espandendo ad oriente i suoi domini.

## La battaglia e le sue conseguenze
Nella primavera del 1246, le truppe austriache al comando del principe Federico II invasero il confine ungherese occidentale ed assoggettarono le città di Mosonmagyaróvár, Sopron e Vasvár. Bela IV, tuttavia, riuscì a riunire quel che rimaneva delle sue forze e soprattutto ad ottenere l'aiuto del genero, Rostislav Michajlovič (marito della principessa Anna), principe di Černihiv.
Il 15 giugno ebbe luogo la battaglia nei pressi di un fiume posto a confine, il Leita. Le manovre degli eserciti o il numero delle forze in campo, non sono noti, come non è noto il luogo esatto in cui si svolse lo scontro. Sulla base delle descrizioni della battaglia date da cronisti dell'epoca, come Ulrich von Liechtenstein, il luogo più probabile dovrebbe essere compreso tra Ebenfurth e Neufeld an der Leitha.
Alla fine dello scontro gli austriaci, pur avendo vinto, persero il duca Federico II e furono pertanto costretti ad interrompere l'invasione e ad tornare in patria. Gli ungheresi furono così in grado di riappropriarsi delle terre loro sottratte e di mantenere come confine stabile il Leita. La morte di Federico II portò anche all'estinzione della linea maschile dei Babenberg, avviando di conseguenza una lunga disputa dinastica per il ducato austriaco.